# Senecio coronatus
Senecio coronatus là một loài thực vật có hoa trong họ Cúc. Loài này được (Thunb.) Harv. miêu tả khoa học đầu tiên năm 1865.